# Amarysius minax
Amarysius minax là một loài bọ cánh cứng trong họ Cerambycidae.